# C&S Wholesale Grocers
C&S Wholesale Grocers er en amerikansk dagligvarekoncern, der er baseret i Keene, New Hampshire. C&S ejer flere supermarkedskæder: Piggly Wiggly (499 supermarkeder), Grand Union (11 supermarkeder), Southern Family Markets, Nell's og OWG.
Deres primære forretning er deres grossistvirksomhed med 50 centre, der servicerer 7.700 uafhængige supermarkeder med over 137.000 produkter.